# Storlidträsket
Storlidträsket är en sjö i Älvsbyns kommun i Norrbotten och ingår i Piteälvens huvudavrinningsområde. Sjön har en area på 0,0961 kvadratkilometer och ligger 260,5 meter över havet. Storlidträsket ligger i Piteälven Natura 2000-område.

## Delavrinningsområde
Storlidträsket ingår i det delavrinningsområde (729106-171539) som SMHI kallar för Utloppet av Storlidträsket. Medelhöjden är 273 meter över havet och ytan är 0,7 kvadratkilometer. Det finns inga avrinningsområden uppströms utan avrinningsområdet är högsta punkten. Vattendraget som avvattnar avrinningsområdet har biflödesordning 4, vilket innebär att vattnet flödar genom totalt 4 vattendrag innan det når havet efter 102 kilometer. Avrinningsområdet består mestadels av skog (86 procent). Avrinningsområdet har 0,1 kvadratkilometer vattenytor vilket ger det en sjöprocent på 13,9 procent.